# 1991 XS
1991 XS är en asteroid i huvudbältet som upptäcktes den 5 december 1991 av de båda japanska astronomerna Seiji Ueda och Hiroshi Kaneda i Kushiro.